# کاروانسرای خاتون‌آباد
کاروانسرای خاتون آباد مربوط به دوره قاجار است و در شهرستان پاکدشت، بخش مرکزی، روستای خاتون آباد واقع شده و این اثر در تاریخ ۱ مهر ۱۳۸۲ با شمارهٔ ثبت ۱۰۳۳۵ به‌عنوان یکی از آثار ملی ایران به ثبت رسیده است.